# Alexander Pagenstecher (zoologo)
Heinrich Alexander Pagenstecher (Elberfeld, 18 marzo 1825 – Amburgo, 4 gennaio 1889) è stato un medico e zoologo tedesco.

## Biografia
Studiò medicina presso le università di Gottinga, Heidelberg e Berlino e proseguì la sua formazione a Parigi. Dopo la laurea, lavorò come medico generico nella sua città natale di Elberfeld (1847), come medico termale a Ober Salzbrunn (1848-49) e come medico a Barmen (1849). Nel 1856 ottenne la sua abilitazione per ostetricia all'Università di Heidelberg.
A causa di un grave infortunio a due delle sue dita, si considerava inadatto alla chirurgia e all'ostetricia, e successivamente dopo la laurea in Biologia, spostò la sua attenzione dalla medicina alla zoologia. Nel 1863 fu nominato professore associato di zoologia e paleontologia e direttore dell'istituto zoologico di Heidelberg, dove nel 1866 ottenne una cattedra a pieni voti. Nel 1882 fu nominato direttore del Museo di storia naturale di Amburgo.
La specie erpetologica Pseudomoia pagenstecheri è chiamato in suo onore.

## Opere principali
- Trematodenlarven und Trematoden: helminthologischer Beitrag, 1857.
- Untersuchungen über niedere Seetiere, 1858 (con Rudolf Leuckart);[2] tradotto in inglese e pubblicato come "Researches upon some of the lower marine animals" (1859).[3]
- Beiträge zur Anatomie der Milben (2 volumi, 1860–61) .
- Die ungeschlechtliche Vermehrung der Fliegenlarven, 1864.
- Die Trichinen; nach Versuchen im Auftrage des Grossherzoglich Badischen Handelsministeriums ausgeführt am Zoologischen Institute in Heidelberg, 1866 (con Christian Joseph Fuchs).
- Allgemeine Zoologie, oder Grundgesetze des thierischen Baus und Lebens (4 volumi, 1875–81).[4]